# Lista okrętów United States Navy, T
W tej sekcji listy okrętów United States Navy wymienione są nazwy wszystkich okrętów United States Navy, których nazwa zaczyna się od T.
Aby zobaczyć wyłącznie listę okrętów obecnie pozostających w służbie — patrz Lista obecnie służących okrętów United States Navy
W przypadku okrętów, których nazwa została użyta jednokrotnie, link USS "Nazwa_okrętu" kieruje do artykułu o konkretnym okręcie. Jeżeli nazwy użyto kilkakrotnie, link USS "Nazwa_okrętu" kieruje do strony ujednoznaczniającej z krótkimi opisami poszczególnych okrętów, natomiast linki następujące po nazwie kierują do tych okrętów bezpośrednio.

## T-Ta
- USS "T-1" (SS-52/SF-1, SST-1)
- USS "T-2" (SS-60/SF-2, SST-2)
- USS "T-3" (SS-61)
- USS "T. A. Ward" (1861)
- USS "T. D. Horner" (1859)
- USS "Ta-Kiang" (1862)
- USS "Tabberer" (DE-418)
- USS "Tabora" (AKA-45)
- USS "Tackle" (ARS-37)
- USS "Tacloban" (PG-22)
- USS "Tacoma" (1893, C-18, PF-3, PG-92)
- USS "Taconic" (LCC-17)
- USS "Taconnet" (YTB-417)
- USS "Tacony" (1863, SP-5)
- USS "Tact" (PG-98)
- USS "Tadousac" (Tug No. 22)
- USS "Taganak" (AG-45)
- USS "Taghkanic" (1864) [nie ukończony]
- USS "Tahchee" (YN-43)
- USS "Tahgayuta" (1863) [nie ukończony]
- USS "Tahoma" (1861, WPG-80)
- USS "Takana" (Id. No. 3039)
- USS "Takanis Bay" (CVE-89)
- USS "Takelma" (ATF-113)
- USS "Takos" (YTB-546)
- USS "Talamanca" (AF-15)
- USS "Talbot" (TB-15, DD-114, FFG-4)
- USS "Talbot County" (LST-1153)
- USS "Talita" (AKS-8)
- USS "Talladega" (APA/LPA-208)
- USS "Tallahassee" (BM-9, CL-61, CL-116)
- USS "Tallahatchie" (Tinclad Gunboat no. 46)
- USS "Tallahatchie County" (LST-1154)
- USS "Tallahoma" (1862)
- USS "Tallapoosa" (1863, 1915)
- USS "Tallulah" (AOT-50)
- USS "Talofa" (SP-1016)
- USS "Taluga" (AO-62)
- USS "Tamaha" (YN-44)
- USS "Tamalpais" ()
- USS "Tamaqua" ()
- USS "Tamaque" ()
- USS "Tamarack" ()
- USS "Tamaroa" ()
- USS "Tambor" (SS-198)
- USS "Tampa" (, )
- USS "Tampico" ()
- USS "Tanager" (, )
- USS "Tanamo" ()
- USS "Tananek Bay" ()
- USS "Tancred" ()
- USS "Taney" (1834, CGC-68)
- USS "Tang" (SS-306, SS-563)
- USS "Tangier" (AV-8)
- USS "Tanguingui" ()
- USS "Taniwha" ()
- USS "Tanner" (AGS-15, T-AGS-40)
- USS "Tantalus" ()
- USS "Tapacola" ()
- USS "Taposa" ()
- USS "Tappahannock" (AO-43)
- USS "Tarantula" (SS-12, SP-124)
- USS "Tarawa" (CV-40, LHA-1)
- USS "Tarazed" ()
- USS "Tarbell" (DD-142)
- USS "Targeteer" (YV-3)
- USS "Tarpon" (SS-14, SS-175)
- USS "Tarrant" ()
- USS "Tarrytown" ()
- USS "Tartar" (1869)
- USS "Tasco" ()
- USS "Tasker H. Bliss" (AP-42)
- USS "Tatarrax" ()
- USS "Tate" ()
- USS "Tatnuck" (, ATA-195)
- USS "Tatoosh" ()
- USS "Tattnall" (APD-19, DDG-19)
- USS "Tatum" (APD-81)
- USS "Taupata" ()
- USS "Taurus" (, PHM-3)
- USS "Taussig" (DD-746)
- USS "Tautog" (SS-199, SSN-639)
- USS "Tavibo" ()
- USS "Tawah" ()
- USS "Tawakoni" (ATF-114)
- USS "Tawasa" (ATF-92)
- USS "Taylor" (DD-94, DD-468(inne języki), FFG-50)
- USS "Tazewell" ()
- USS "Tazha" ()

## Tc-Te
- USS "Tchifonta" ()
- USS "Teaberry" ()
- USS "Teak" ()
- USS "Teal" ()
- USS "Teaser" (1861, 1916)
- USS "Tech III" ()
- USS "Tech Jr." (1912)
- USS "Tecumseh" (1863, YT-24, YT-273, SSBN-628)
- USS "Tekesta" (ATF-93)
- USS "Telamon" (ARB-8)
- USS "Telfair" ()
- USS "Tellico" ()
- USS "Tempest" (1869, PC-2)
- USS "Temptress" ()
- USS "Tenacity" (AGOS-17)
- USS "Tenadores" ()
- USS "Tench" (SS/AGSS-417)
- USS "Tenedos" ()
- USS "Tenino" ()
- USS "Tennessee" (1862, 1863, 1869, ACR-10, BB-43, SSBN-734)
- USS "Tensas" ()
- USS "Tensaw" ()
- USS "Tercel" (MSF-386)
- USS "Terebinth" ()
- USS "Teresa" ()
- USS "Tern" (, )
- USS "Ternate" ()
- USS "Terrebonne Parish" (LST-1156)
- USS "Terrell County" (LST-1157)
- USS "Terrier" (, )
- USS "Terror" (1869, BM-4, CM-5)
- USS "Terry" (DD-25, DD-513)
- USS "Tesota" ()
- USS "Teton" ()
- USS "Tetonkaha" ()
- USS "Texan" ()
- USS "Texas" (1892, BB-35, CGN-39, SSN-775)

## Th
- USS "Thach" (FFG-43)
- USS "Thaddeus Parker" (DE-369)
- USS Thagard NCC-652 ()
- USS "Thalia" ()
- USS "Thane" ()
- USS "Thatcher" (, )
- USS "The Sullivans" (DD-537, DDG-68)
- USS "Theenim" ()
- USS "Thelma" ()
- USS "Theodore E. Chandler" (DD-717)
- USS "Theodore Roosevelt" (1906, SSBN-600, CVN-71)
- USS "Theta" ()
- USS "Thetis" (, , )
- USS "Thetis Bay" (CVE-90)
- USS "Thistle" (, )
- USS "Thomas" (DD-182, DE-102)
- USS "Thomas A. Edison" (SSBN-610)
- USS "Thomas Blackhorne" ()
- USS "Thomas Buckley" ()
- USS "Thomas C. Hart" (FF-1092)
- USS "Thomas Corwin" ()
- USS "Thomas E. Fraser" (MMD-24)
- USS "Thomas F. Nickel" (DE-587)
- USS "Thomas Freeborn" ()
- R/V "Thomas G. Thompson" (AGOR-9 (Operated by the University of Washington), AGOR-23 (Operated by the University of Washington)
- USS "Thomas Graham" ()
- USS "Thomas H. Barry" ()
- USS "Thomas Henrix" ()
- USS "Thomas J. Gary" (DER-326)
- USS "Thomas Jefferson" (APA-30, SSBN-618)
- USS "Thomas Laundry" ()
- USS "Thomas S. Gates" (CG-51)
- USS "Thomas Stone" ()
- R/V "Thomas Washington" (AGOR-10 (Operated by Scripps Institution of Oceanography)
- USS "Thomason" ()
- USS "Thomaston" (LSD-28)
- USS "Thompson" (DD-305, DD-627)
- USS "Thor" (ARC-4)
- USS "Thorn" (DD-647, DD-988)
- USS "Thornback" (SS-418)
- USS "Thornborough" ()
- USS "Thornhill" (DE-195(inne języki))
- USS "Thornton" (, )
- USS "Thrasher" (SS-26, SP-546, MSC-203)
- USS "Threadfin" (SS-410)
- USS "Threat" (MSF-124)
- USS "Thresher" (SS-200, SSN-593)
- USS "Thrush" (, MSC-204)
- USS "Thuban" (AKA-19)
- USS "Thunder" ()
- USS "Thunderbolt" (PC-12)
- USS "Thunderer" (1869)
- USS "Thurston" ()

## Ti – Tl
- USS "Tiburon" (SS-529)
- USS "Tickler" (1812)
- USS "Ticonderoga" (1814, 1863, 1918, ID-1968, CV-14, CG-47)
- USS "Tide" (SP-953)
- USS "Tidewater" (AD-31)
- USS "Tiger" (ID-1640, WPC-152)
- USS "Tigress" (1813, 1861, 1871, 1905)
- USS "Tigrone" (AGSS-419)
- USS "Tilefish" (SS-307)
- USS "Tillamook" (AT-16, SP-269, ATA-192)
- USS "Tillman" (DD-135, DD-641)
- USS "Tills" (DE-748)
- USS "Timbalier" (AVP-54)
- USS "Timber Hitch" (AGM-17)
- USS "Timmerman" (DD-828)
- USS "Timor" (1861)
- USS "Tingey" (TB-34(inne języki), DD-272, DD-539)
- USS "Tingles" (AG-144)
- USS "Tinian" (CVE-123)
- USS "Tinosa" (SS-283, SSN-606)
- USS "Tinsman" (DE-589)
- USS "Tioga" (1862, 1916)
- USS "Tioga County" (LST-1158)
- USS "Tippecanoe" (1862, AO-21, T-AO-199)
- USS "Tipton" (AKA-215)
- USS "Tirante" (SS-420)
- USS "Tiru" (SS-416)
- USS "Tisdale" (DE-33)
- USS "Titan" (AGOS-15)
- USS "Titania" (AK-55)
- USS "Tivives" (1911)
- USS "Tjikembang" (1914)
- USS "Tjisondari" (1915)
- USS "Tlingit" (YTB-497)

## To
- USS "Toad" ()
- USS "Tocobaga" ()
- USS "Tocsam" ()
- USS "Todd" ()
- USS "Toiler" ()
- USS "Toka" ()
- USS "Token" ()
- USS "Toledo" (CA-133, SSN-769)
- USS "Tolland" ()
- USS "Tollberg" (APD-103)
- USS "Tolman" (MMD-28)
- USS "Tolovana" (AO-64)
- USS "Tolowa" ()
- USS "Tom Bowline" (1814)
- USS "Tom Green County" (LST-1159)
- USS "Tomahawk" (, )
- USS "Tomatate" (SS-421)
- USS "Tombigbee" (AOG-11)
- USS "Tomich" (DE-242)
- USS "Tommy Traddles" ()
- USS "Tonawanda" (1864, ANL-89)
- USS "Tonkawa" (, )
- USS "Tonopah", (BM-8)
- USS "Tonowek Bay" ()
- USS "Tonti" ()
- USS "Tontogany" ()
- USS "Tooele" ()
- USS "Topa Topa" ()
- USS "Topawa" ()
- USS "Topaz" ()
- USS "Topeka" (PG-35, CL-67, SSN-754)
- USS "Topenebee" ()
- USS "Topila" ()
- USS "Torch" ()
- USS "Torchwood" ()
- USS "Tornado" (PC-14)
- USS "Toro" (SS-422)
- USS "Torpedo" ()
- USS "Torrance" ()
- USS "Torrington" ()
- USS "Torry" ()
- USS "Torsk" (SS-423)
- USS "Tortola" ()
- USS "Tortuga" (LSD-26, LSD-46)
- USS "Totem Bay" ()
- USS "Toucan" ()
- USS "Toucey" (DD-282)
- USS "Tourist" ()
- USS "Tourmaline" ()
- USS "Towaliga" ()
- USS "Towers" (DDG-9)
- USS "Towhee" ()
- USS "Towner" ()
- USS "Townsend" ()
- USS "Toxaway" ()

## Tr
- USS "Trabajador" ()
- USS "Tracer" ()
- USS "Tracker" ()
- USS "Tracy" (DD-214)
- USS "Traffic" ()
- USS "Tramp" ()
- USS "Tranquillity" ()
- USS "Transfer" ()
- USS "Trapper" ()
- USS "Trathen" (DD-530)
- USS "Traveler" (SP-122)
- USS "Traveller" (1805)
- USS "Traverse County" (LST-1160)
- USS "Travis" ()
- USS "Traw" ()
- USS "Treasure" ()
- USS "Trefoil" (, )
- USS "Trego" ()
- USS "Trembler" (SS-424)
- USS "Trenton" (1876, CL-11, LPD-14)
- USS "Trepang" (SS-412, SSN-674)
- USS "Trever" (DD-339/DMS-16/AG-110)
- USS "Triana" (, )
- USS "Triangulum" ()
- USS "Trident" ()
- USS "Trieste" (1953)
- USS "Trieste II" (DSV-1)
- USS "Trigger" (SS-237, SS-564)
- USS "Trilby" ()
- USS "Trimount" ()
- USS "Tringa" (ASR-16)
- USS "Trinity" ()
- USS "Tripoli" (CVE-64, LPH-10)
- USS "Trippe" (1812, DD-33, DD-403, FF-1075)
- USS "Tristram Shandy" ()
- USS "Triton" (YT-10, SS-201, SSN-586)
- USS "Tritonia" ()
- USS "Triumph" (AGOS-4)
- USS "Trocadero Bay" ()
- USS "Troilus" ()
- USS "Trollope" ()
- USS "Trouncer" ()
- USS "Troup" ()
- USS "Trousdale" ()
- USS "Trout" (SS-202, SS-566)
- USS "Truant" ()
- USS "Truckee" (AO-147)
- USS "Truett" (FFT-1095)
- USS "Trumbull" (, , )
- USS "Trumpeter" (DE-180)
- USS "Trumpetfish" (SS-425)
- USS "Trutta" (SS-421)
- USS "Truxtun" (1842, DD-14, DD-229, APD-98, CGN-35, DDG-103)
- USS "Tryon" ()

## Tu
- USS "Tucana" ()
- USS "Tucker" (DD-57, DD-374)
- USS "Tucson" (CL-98, SSN-770)
- USS "Tucumcari" ()
- USS "Tudno" ()
- USS "Tulagi" (CVE-72)
- USS "Tulare" (LKA-112)
- USS "Tularosa" ()
- USS "Tulip" (, )
- USS "Tullibee" (SS-284, SSN-597)
- USS "Tulsa" (CA-129)
- USS "Tuluran" ()
- USS "Tumult" ()
- USS "Tuna" (SS-27, SP-664, SS-203)
- USS "Tunica" (ATA-178)
- USS "Tunis" ()
- USS "Tunisien" ()
- USS "Tunny" (SS-282, SSN-682)
- USS "Tunxis" (1864, ANL-90)
- USS "Tupelo" ()
- USS "Turaco" ()
- USS "Turandot" ()
- USS "Turbot" (SS-31, SS-427)
- USS "Turkey" (, )
- USS "Turner" (DD-259, DD-648, DD-834)
- USS "Turner Joy" (DD-951)
- USS "Turquoise" ()
- USS "Turtle" (1775, DSV)
- USS "Tuscaloosa" (CA-37(inne języki), LST-1187)
- USS "Tuscana" ()
- USS "Tuscarora" (1861, ATA-245)
- USS "Tuscola" (YT-280)
- USS "Tuscumbia" (1862, YTB-762)
- USS "Tusk" (SS-426)
- USS "Tutahaco" (YTB-524)
- USS "Tutuila" (PG-44, ARG-4)
- USS "Tweedy" (DE-532)
- USS "Twiggs" (DD-127, DD-591)
- USS "Twilight" ()
- USS "Twin Falls" (AGM-11)
- USS "Twining" (DD-540)
- USS "Two Sisters" (1856)
- USS "Tybee" (1895)
- USS "Tyee" (1884)
- USS "Tyler" (1857)
- USS "Typhon" (ARL-28)
- USS "Typhoon" (PC-5)
- USS "Tyrrell" (AKA-80)